# Philotheria choraules
Philotheria choraules är en insektsart som beskrevs av Ronald Gordon Fennah 1958. Philotheria choraules ingår i släktet Philotheria och familjen Dictyopharidae. Inga underarter finns listade i Catalogue of Life.